# Струги Красные
Стру́ги Кра́сные (ранее Струги-Красные, до 1919 года — Струги-Белая) — посёлок городского типа (рабочий посёлок) в Псковской области России.
Административный центр Струго-Красненского района. Образует в его составе муниципальное образование Струги Красные со статусом городского поселения.

## География
Расположен в 68 км к северо-востоку от Пскова на северо-восточной части Лужской возвышенности. Наивысшая точка в посёлке около 162 м (Гасюнова Гора), низшая — около 105 м (уровень Песчаного озера).
Через посёлок протекает малая река Щировка (приток Куреи). На территории населённого пункта три озера — Песчаное, Чёрное и Генеральское.
Железнодорожная станция на линии Луга — Псков.

## История
Упоминания о деревнях Белая и Струги имеются в новгородских писцовых книгах Шелонской пятины 1498 года:

Принадлежала она Лучке, одному из братьев Крапивиных, двор которого находился в деревне Завесничье. В деревне Белая был «двор Никифорин Тимохин да его сын Гридка, пашни 8 коробей (на одну обжу высевалось 4 коробья зерна), а сена тридцать копен, две обжи». Ранее земли Крапивиных принадлежали одному из новгородских землевладельцев: «Ондрейко да Олешко да Лучка Ивановы дети Кропивина, волостка за ними Ольферьевская Шымского». Значений слова «белая» существует множество. Возможно, деревня получила такое название из-за чистоты и красоты окружающей природы. Протекающая здесь речушка называется так же. Деревня Струги, ранее принадлежавшая новгородскому владыке, в 1498 году значится как владение Великого князя.— В. П. Константинова — Струги Красные

В Щирском же погосте великого князя деревни, что были владычни. Дер. Струги: двор Федко Сихнов, двор Онтип Митрофанов, сын его Филка, двор Карпик Ильин, сын его Созон, двор Онцыфор Кулов, сын его Окул, пашни полтретьятцать коробей, сена сто копен, 6 обеж.
В 1856 году, при строительстве Петербурго-Варшавской железной дороги, на 193-й версте от Санкт-Петербурга, была основана станция Белая, которая получила название одноимённой деревни. В 1905 году, в связи с развитием железнодорожной сети и наличием нескольких станций Белая, название было изменено на Струги-Белая (по названию ближайшей деревни поместья Н. М. Лахтина).
2 сентября 1919 года по предпочтению штаба Лужского оборонительного района и согласно постановлению Президиума Лужского уездного исполкома станция Струги-Белая была переименована в Струги Красные. Соответственно Струго-Бельский волостной Совет стал называться Струго-Красненским. Согласно этому же постановлению Владимирский Лагерь был переименован в Красно-Армейский Лагерь.
Посёлком населённый пункт Струги-Красные утверждён Постановлением ВЦИК от 16 июня 1925 года. Был образован Струго-Красненский поселковый совет рабочих, крестьянских и красноармейских депутатов.
Впоследствии Струги-Красные были отнесены к сельским населённым пунктам: при проведении переписи населения 1939 года он как районный центр являлся селом.
Статус посёлка городского типа (рабочего посёлка) Струги-Красные получили решением Псковского облисполкома № 430 от 7 декабря 1958 года. Вместо Струго-Красненского сельского совета был создан Струго-Красненский поссовет.
План генеральной застройки посёлка выполнен архитектором Б. В. Кленевским.

## Население
С 2002 до 2019 года —  включая населённые пункты Владимирский Лагерь и Орлова Гора (в границах городского поселения Струги Красные)
| 1926  | 1939  | 1959  | 1970  | 1979  | 1989  | 2001  | 2002  | 2004  |
| ----- | ----- | ----- | ----- | ----- | ----- | ----- | ----- | ----- |
| 1785  | ↗5118 | ↘4600 | ↗6056 | ↗6621 | ↗7009 | ↘6452 | ↗8762 | ↘8664 |
| 2005  | 2006  | 2007  | 2008  | 2009  | 2010  | 2011  | 2012  | 2013  |
| ↘8498 | ↘8365 | ↘8293 | ↘8268 | ↘8219 | ↗8447 | ↗8485 | ↘8193 | ↘7529 |
| 2014  | 2015  | 2016  | 2017  | 2018  | 2019  | 2020  | 2021  |       |
| ↘7189 | ↘6909 | ↘6696 | ↘6502 | ↘6313 | ↗6545 | ↘4487 | ↗4871 |       |

На начало 2011 года численность населения пгт составляла 8658 жителей, в том числе округлённая оценка в 2700 жителей в военном городке местечке Владимирский Лагерь и 30 жителей в местечке Орлова Гора, собственно в рабочем посёлке Струги Красные проживало 5928 человек.
1 января 2020 года местечки Владимирский Лагерь (1823 жителя) и Орлова Гора (9 жителей) снова как сельские населённые пункты стали выделяться отдельно от рабочего посёлка (пгт) Струги Красные с 4487 городскими жителями.
Национальный состав
По итогам переписи населения 2020 года проживали следующие национальности (национальности менее 0,1 % и другое, см. в сноске к строке «Другие»):
| Национальность | Численность, чел. | Доля     |
| -------------- | ----------------- | -------- |
| Русские        | 4620              | 94,85 %  |
| Украинцы       | 41                | 0,84 %   |
| Азербайджанцы  | 32                | 0,66 %   |
| Белорусы       | 23                | 0,47 %   |
| Узбеки         | 15                | 0,31 %   |
| Аварцы         | 11                | 0,23 %   |
| Армяне         | 10                | 0,21 %   |
| Кумыки         | 7                 | 0,14 %   |
| Эстонцы        | 6                 | 0,12 %   |
| Другие         | 106               | 2,17 %   |
| Итого          | 4871              | 100,00 % |

## Достопримечательности
С 20 октября 1991 года действует районный краеведческий музей.
На территории посёлка расположены:
Храмы
- Храм Св. Георгия Победоносца (2005),
- Церковь Св. Веры, Надежды, Любви и Софии (1991),
- Церковь Успения Божией Матери (1905),
- Часовня Св. Серафима Саровского (1875),
- Евангелическая христианская церковь

Памятники
- Стела в честь освободителей посёлка в годы Великой Отечественной войны (ул. Советская),
- памятник В. И. Ленину (ул. П. Виноградова),
- бюст С. М. Кирова (ул. Советская),
- памятник «Скорбящая мать» на братской могиле воинов, погибших в период Гражданской и Великой Отечественной войны (ул. Жертв Революции),
- танк ИС-3 (ул. Победы).

Здания
- Лавка купца Калашникова (ныне — магазин «Книги») (1914),
- Льняной склад купца Павлова (ныне — магазин «Великолукского мясокомбината») (нач. XX в.),
- Дом железнодорожников (ныне — РУВД) (1860),
- Паровозное депо (ныне — железнодорожный вокзал) (кон. XIX в.)

В округе имеются многочисленные древние захоронения, языческие кладбища, курганы, иные памятники археологии.

## Экономика
Среди предприятий посёлка — лесхоз. Развита заготовка леса, имеется песчаный карьер.